# ISO 3166-2:GA

Mapa administrativního členění státu Gabon

Kódy ISO 3166-2 pro Gabon identifikují 9 provincií (stav v roce 2015). První část (GA) je mezinárodní kód pro Gabon, druhá část sestává z jednoho čísla identifikujícího provincii.

## Seznam kódů
```
GA-1 Estuaire (Libreville)
GA-2 Haut-Ogooué (Franceville)
GA-3 Moyen-Ogooué (Lambaréné)
GA-4 Ngounié (Mouila)
GA-5 Nyanga (Tchibanga)
GA-6 Ogooué-Ivindo (Makokou)
GA-7 Ogooué-Lolo (Koulamoutou)
GA-8 Ogooué-Maritime (Port-Gentil)
GA-9 Woleu-Ntem (Oyem)
```